# Capiscimi
Capiscimi è un singolo del cantante italiano Leo Gassmann, pubblicato il 2 giugno 2023 come unico estratto dalla riedizione del secondo album in studio La strada per Agartha.

## Descrizione
Il brano è stato scritto da Marco Rissa, uno dei membri dei Thegiornalisti. Il cantante ha raccontato il significato del brano:

## Video musicale
Il video, diretto da Davide De Meo, è stato reso disponibile in concomitanza del lancio del singolo attraverso il canale YouTube del cantante e vede la partecipazione della youtuber Sofia Viscardi.

## Tracce
Testi di Marco Rissa, musiche di Kende,  Marco Salvaderi e Lorenzo Santarelli.
1. Capiscimi – 2:54